# Genesis at Knebworth 1992
Genesis at Knebworth 1992 est le nom d'un concert tenu par le groupe britannique Genesis le 2 août 1992 dans les jardins de la Knebworth House à Knebworth, Angleterre devant 90 000 personnes.

## Histoire
Ce concert prend place dans le We Can't Dance Tour. Initialement, il aurait dû se tenir la veille, le 1er août 1992, mais a été annulé puis reporté d'un jour. La deuxième date se fait à huis clos,.
Le concert est télédiffusé en direct sur MTV et radiodiffusé sur la BBC. Le coût du billet est de 22,50£. Le concert débute à 17h00.
À la fin du concert, Phil Collins dédie celui-ci à Dixie Swanson, un membre de l'équipe technique, mort pendant la tournée.

## Première partie
La première partie du concert est assurée par le groupe irlandais The Saw Doctors (en), qui venait de sortir l'album All the Way from Tuam (en) et Lisa Stansfield, élue meilleure artiste solo féminine britannique lors des BRIT Awards 1992.

## Musiciens
- Lisa Stansfield

1. Lisa Stansfield (chant)

- The Saw Doctors

1. Davy Carton (en) (chant, guitare)
2. Leo Moran (en) (guitare, chant)
3. John Donnely (batterie, chant)
4. Pearse Doherty (basse, chant)
5. Tony Lambert (claviers, guitare, chant)
6. John Burke (guitare, chant)

- Genesis :

1. Phil Collins (chant, batterie)
2. Mike Rutherford (guitare, basse, chœurs)
3. Tony Banks (claviers, chœurs)
4. Chester Thompson (batterie)
5. Daryl Stuermer (guitare, basse, chœurs)

## Titres joués
- Genesis[10] :

1. Land of Confusion
2. No Son of Mine
3. Driving the Last Spike (en)
4. Old Medley - Dance on a Volcano (en), The Lamb Lies Down on Broadway (en), The Musical Box (fin), Firth of Fifth, I Know What I Like (In Your Wardrobe), extraits de That's All, Illegal Alien, Your Own Special Way, Follow You Follow Me et Stagnation
5. Throwing It All Away
6. Fading Lights (en)
7. Jesus He Knows Me
8. Home by the Sea/Second Home By The Sea
9. Hold on My Heart
10. Domino (en)
11. Drum Duet
12. I Can't Dance
13. Tonight, Tonight, Tonight
14. Invisible Touch
15. Turn It On Again